# James Douglas, 2:e earl av Douglas
James Douglas, 2:e earl av Douglas, född omkring 1358, död den 14 augusti 1388, var en skotsk adelsman, son till William Douglas, 1:e earl av Douglas.
Douglas gifte sig 1373 med Robert II:s dotter Isabel och tillbragte större delen av sitt liv i gränsstrider med engelsmännen, särskilt med Henry Percy ("Hotspur"). Under en av dessa fejder stupade han vid Otterburn. Hans sista strid med Hotspur är föremål för en berömd skildring av Froissart och besjunges i den skotska balladen "Otterburn" och den engelska "Chevy Chase" (översatt av Runeberg).